# Павел Дельонг
Па́вел Ма́чей Де́льонг (пол. Paweł Maciej Deląg; нар. 29 квітня 1970, Краків) — польський актор кіно, телебачення та театру.

## Біографія
В 1989 закінчив Краківський ліцей ім. Марії Склодовської-Кюрі. Здавав вступні екзамени до трьох різних навчальних закладів: Академії фізичного виховання, факультету права та управління Ягеллонського університету, Краківської державної вищої театральної школи. В 1993 закінчив Краківську ДВТШ. На сцені театру дебютував в ролі грабіжника Ламаги в спектаклі «Na szkle malowane» (прем'єра 2 липня 1993) Ернеста Брилля за режисурою Крістіни Янди. Потім виступав в різних варшавських театрах таких як: «Na Woli» (1995), «Sceny Prezentacje» (1994), в театрі ім. Стефана Жиромського в Кельцях. В 1995—1997 роках працював в вроцлавському театрі ім. Едмунда Верчинського.
В 1993 році вийшов перший художній фільм за його участі, який зробив актора відомим — американська історична драма «Список Шиндлера» режисера Стівена Спілберга.
Після цього Павло Дельонг знявся у понад п'ятдесяти фільмах та серіалах польського, російського, білоруського, французького, українського та американського виробництва.
У 2021 році вийшов український серіал "Кава з кардамоном", де актор зіграв головну роль.
Сестра — Дорота Дельонг, польська акторка та телеведуча.